# Västerås Badelunda församling
Västerås Badelunda församling är en församling i Västerås pastorat i Domprosteriet i Västerås stift i Västerås stift i Svenska kyrkan. Församlingen ligger i Västerås kommun i Västmanlands län.
Församlingen omfattar bland annat flera stadsdelar i Västerås östra delar: Haga, Malmaberg, Skiljebo, Bjurhovda, Brandthovda samt industridelarna Lunda och Hälla. I församlingens centrala delar ligger Badelunda kyrka samt Anundshögs gravfält. Badelundaåsen går genom församlingen.

## Administrativ historik
Församlingen har medeltida ursprung under namnet Badelunda församling som 1962 namnändrades till det nuvarande. 1540 införlivades Furby församling.
Församlingen utgjorde till 1 maj 1921 ett eget pastorat för att därefter till 1962 vara annexförsamling i pastoratet Irsta och Badelunda och från 1962 till 2014 åter utgöra ett eget pastorat. Från 2014 ingår församlingen i Västerås pastorat.

## Organister
| Verksam   | Namn                    | Levnadstid | Övrigt                 |
| --------- | ----------------------- | ---------- | ---------------------- |
| 1811-1839 | Anders Lundebeck        | 1786-1839  | Organist.              |
| 1839-1850 | Johan Vilhelm Lundebeck | 1816-1850  | Organist.              |
| 1850-1855 | Gustaf Henrik Hedgren   | 1827-      | Organist               |
| 1856      | Per Aron Lundman        | 1834-      | Vikarierande organist. |
| 1858      | Johan Eric Eriksson     |            | Vikarierande organist. |
| 1860-1888 | Anders Peter Liljeberg  | 1833-1888  | Organist.              |
| 1889-1912 | Karl Fredrik Nilsson    | 1851-1912  | Organist.              |
| 1912-1916 | Göstas Anders Eriksson  | 1889-1916  | Organist.              |
| 1917-1926 | Henrik Hugo Wahlquist   | 1890-      | Organist.              |
| 1928-1945 | Sture Herbert Larsson   | 1889-1945  | Organist.              |
| 1947-     | Bo Åke Bäcklund         | 1907-      | Organist.              |
| 1964      | –                       | –          | Vakant.                |

## Kyrkor
- Badelunda kyrka
- Tomaskyrkan